# Kotanen (sjö i Jämsä, Mellersta Finland)
Kotanen är en sjö i kommunen Jämsä i landskapet Mellersta Finland i Finland. Arean är 41 hektar och strandlinjen är 3,2 kilometer lång. Sjön  ingår i Kymmene älvs huvudavrinningsområde.   Den ligger omkring 37 kilometer väster om Jyväskylä och omkring 220 kilometer norr om Helsingfors. 